# Harrie Terwisse
Henricus Johannes Antonius Maria (Harrie) Terwisse (Nijmegen, 19 februari 1936) is een Nederlands politicus van D66.
Na gymnasium te hebben gedaan op het Canisius College in zijn geboorteplaats, ging hij economie studeren aan de Nederlandse Economische Hogeschool in Rotterdam. Hij begon zijn loopbaan in 1963 als financieel-economisch redacteur bij de Haagsche Courant. Twee jaar later werd hij marketingmanager bij het tabakswarenbedrijf Mignot & De Block in Eindhoven. In 1969 namen Philip Morris en Hofnar de productie van Mignot & De Block over en in dat jaar werd Terwisse marketingmanager bij Jamin. Van 1968 tot 1982 was Terwisse gemeenteraadslid in Helmond en in 1978 werd hij daar wethouder. In december 1981 volgde zijn benoeming tot burgemeester van Nuenen, Gerwen en Nederwetten. In maart 2001 ging hij daar met pensioen. Vanwege een voorgenomen herindeling in de regio Eindhoven-Helmond werd hij opgevolgd door een waarnemend burgemeester, Wim Ligtvoet, maar toen duidelijk werd dat die herindeling niet doorging werd deze alsnog benoemd tot burgemeester van Nuenen c.a.